# Bridget Williams
Bridget Williams, född 18 mars 1996 i Greensburg i Pennsylvania, är en amerikansk stavhoppare. 
2019 i Neapel blev hon trea i Universiaden. 2023 vann hon guld i Pan American Games som gick av stapeln i Santiago de Chile med resultatet 4,60 m. 2024 vann hon de amerikanska uttagningarna till olympiska sommarspelen 2024 och därmed även de amerikanska mästerskapen med höjden 4,73 m.
Williams har ett personbästa på 4,83 m, satt inomhus i Clermont-Ferrand i Frankrike den 22 februari 2024.